# Еверт Валентина Олександрівна
Валентина Олександрівна Еверт (Борисевич) (* 1946) — українська радянська метальниця списа,  майстер спорту СРСР міжнародного класу.

## З життєпису
Народилася 1946 року в місті Харків.
1962-го почала займатися легкою атлетикою. Представляла спортивне товариство «Зеніт» (Харків). Тренувалася під керівництвом чоловіка Семена Кіперштейна.
В збірній СРСР протягом 1967—1972 років.
Чемпіонка УРСР-1968 — 55.36 метра. Того ж року метнула списа на 56.46 метра.
Змагалася на Літніх Олімпійських іграх 1968 року.
1965 року закінчила Харківський механіко-технологічний технікум; конструктор-модельєр.
Бронзова призерка Чемпіонату СРСР-1969 та Чемпіонату Європи-1969 — 56.56 метра.
Бронзова призерка Всесвітньої Універсіади-1970.
1974 року закінчила Інститут історії України НАН України.
Тренер — в 1974—1979 роках — СДЮШОР «Харків»; протягом 1979-1992-х — Харківського училища олімпійського резерву.